# Léon-Bonaventure Éloy de Vicq
Léon-Bonaventure Éloy de Vicq (o Éloy de Vicq (Limoges 24 de octubre de 1810 - París 13 de agosto de 1886)) fue un botánico francés.

## Algunas publicaciones

### Libros
- léon bonaventure Éloy de Vicq, blondin de Brutelette. 1865. Catalogue raisonné des plantes vasculaires du département de la Somme. Ed. Imprimerie P. Briez. 343 pp. en línea
- 1876. De la végétation sur le littoral du département de la Somme: guide pour les herborisations. Ed. F. Savy. 124 pp.
- 1883. Flore du département de la Somme. 562 pp.

- La abreviatura «Vicq» se emplea para indicar a Léon-Bonaventure Éloy de Vicq como autoridad en la descripción y clasificación científica de los vegetales.[1]